# Phêrô Nguyễn Bá Tuần
Giacôbê Phêrô Nguyễn Bá Tuần là một linh mục tử vì đạo dưới triều vua Minh Mạng, được Giáo hội Công giáo Rôma tôn phong Hiển Thánh vào năm 1988. Ông sinh năm 1766, tại làng Ngọc Đồng (nay thuộc xã Ngọc Thanh, huyện Kim Động, tỉnh Hưng Yên, Giáo phận Thái Bình). Khi ông vừa mới vào chủng viện, gặp thời vua Cảnh Thịnh ra sắc chỉ cấm đạo, chủng viện phải giải tán. Đến khi Gia Long lên ngôi, ông mới theo học trở lại và được truyền chức linh mục năm 1807. Năm 1838, vua Minh Mạng cấm đạo. Khi đó ông đang coi xứ Lác Môn, Nam Định. Ông về Quần Liêu với linh mục Fernandez - Hiền. Rồi hai người trốn sang Kim Sơn, Ninh Bình. Nhưng tại đây, quan quân cũng truy nã gắt gao. Hai ông bị Bát Biên nộp cho quan tổng đốc Nam Định Trịnh Quang Khanh. Ngày 15 tháng 7 năm 1838, ông qua đời trong ngục tù. Thi hài an táng trong nền nhà thờ Ngọc Đồng. 